# Автомобильные дороги Словакии
Автомобильные дороги Словакии делятся на стандартные автомагистрали (словац. Diaľnica, протяжённость — 432 км) и скоростные автострады ограниченного пользования (словац. Rýchlostné cesty, протяжённость — 288 км). Руководящий орган — Национальная автодорожная компания Словакии или NDS, основанная в 2005 году. Первая дорога в Словакии современного образца началась строиться 2 мая 1939 для соединения Праги со всей Словакией.

## Правила и ограничения движения

### Скорость
Максимальная скорость на автомагистралях и скоростных автострадах составляет 130 км/ч для обычных автомобилей и мотоциклов. Для грузовых и легковых автомобилей с прицепами она составляет 90 км/ч, для автобусов — 100 км/ч. Скорость движения на автобанах в пределах населённых пунктов не может превышать 90 км/ч. Ограничение движения в двухпутных тоннелях колеблется от 80 до 100 км/ч, в однопутных — 80 км/ч. Однако на участке автомагистрали D1 Братислава—Вайноры—Трнава действует ограничение на 110 км/ч с 5 до 19 часов. На дорогах с односторонним движением оно составляет 100 км/ч.

### Дорожные сборы
Система дорожных сборов была введена в 1995 году для ряда шоссе и автомагистралей на основе так называемых виньеток. Для транспортных средств массой менее 3,5 т (за исключением мотоциклов) размер сборов зависит от срока действия виньетки: в 2016 году годовая плата составляет 50 евро, на 30 дней — 14 евро, на 10 дней — 10 евро. В 2025 году стоимость виньетки составит: на год - 90 евро, на 30 дней - 17,10 евро, на 10 дней - 10,80 евро, 1 - день - 8,10 евро. Электронная платёжная система была введена с 1 января 2016: приложение для просмотра цен и оплаты услуг проезда доступно на смартфонах, на отдельных терминалах и может быть также скачано через Интернет. С 1 января 2010 грузовые автомобили массой более 3,5 т оснащаются бортовым устройством обработки данных для определения размера дорожных сборов во время проезда. Устройство является лицензионной копией австрийского GO-Box. На автомобили также ставятся специальные знаки в виде буквы M (сокращение от нем. «Maut» — дорожный сбор).
Бесплатными дорогами являются только участки автомагистралей D1 и D2 в Братиславе, автострады R1 в Банске-Бистрице, участок R1A в Нитре и однополосные секции дорог D3, R2, R3, R4 и R6. Пример сложностей дорожных сборов является ситуация между австрийским автобаном A6 Nordost и словацкой автомагистралью D4, идущей через Братиславу: поскольку D4 проходит прямо по австро-словацкой границе (с небольшим отклонением на 2 км), то нет абсолютно точного указания, проезд по какой части магистрали является платным. Несмотря на это, дорожные сборы продолжают взиматься и там

## Автомагистрали
Автомагистрали в Словакии являются двухполосными и имеют обочины. Ограничение скорости — 130 км/ч. Знак — белая буква D (от названия Diaľnica) на красном фоне. Работают следующие автомагистрали:
- Автомагистраль D1
- Автомагистраль D2
- Автомагистраль D3
- Автомагистраль D4

## Скоростные автострады
Скоростные автострады ограниченного пользования также являются двухполосными, требования к проезжающим машинам у них более мягкие, но ограничение скорости то же самое — 130 км/ч. Знак — белая буква R (от названия Rýchlostné cesty) на красном фоне. Работают следующие скоростные автострады:
- Автострада R1
- Автострада R2
- Автострада R3
- Автострада R4
- Автострада R5
- Автострада R6
- Автострада R7
- Автострада R8